# Catedral de Eauze

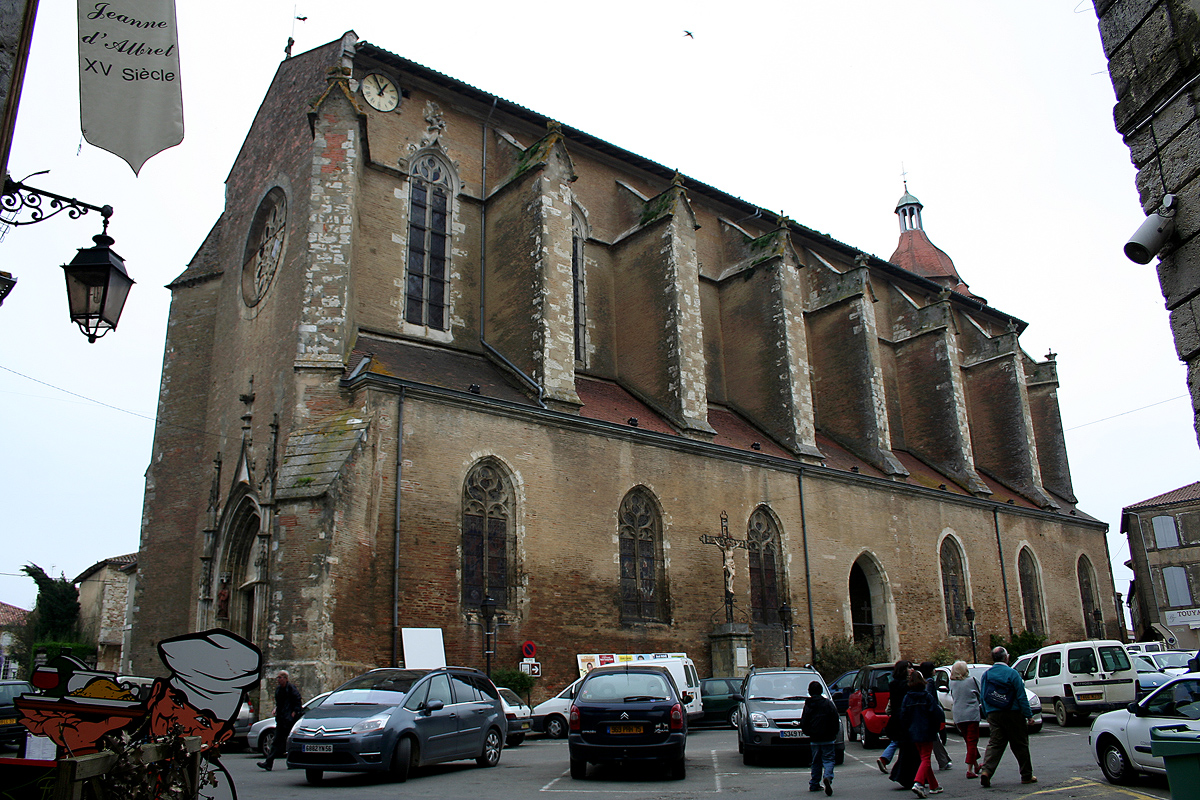
Catedral de Eauze

A Catedral de Eauze (em francês: Cathédrale Saint-Luperc d'Eauze) é uma antiga catedral católica, monumento nacional francês e encontra-se localizada na cidade de Eauze, no sudoeste daquele país.

## História
O templo primitivo da extinta Diocese de Eauze é de localização incerta e nada resta nos dias de hoje desse monumento. A diocese foi unida posteriormente à Diocese de Auch, por volta do século XI. O atual templo é de finais do século XV e inícios do século XVI, dedicado a Santo Lupércio, que segundo algumas fontes, se crê ter sido ali bispo no século III antes de ter sido martirizado. Foi declarada co-catedral da Arquidiocese de Auch até 1864.